# Chionáto
Chionáto (grekiska: Χιονάτο) är en ort i Grekland. Den ligger i regiondel Kastoria och regionen Västra Makedonien, det är 31 km från staden Kastoria och den nordvästra delen av landet, 400 km nordväst om huvudstaden Aten. Chionáto ligger 954 meter över havet och antalet invånare är 118.
I byn finns en Kafé och ett pensionat, lämpligt för familjesemestrar och agriturism.
Terrängen runt Chionáto är kuperad åt sydost, men åt nordväst är den platt. Runt Chionáto är det mycket glesbefolkat, med 4 invånare per kvadratkilometer. Närmaste större samhälle är Maniákoi, 19,6 km öster om Chionáto. Trakten runt Chionáto består till största delen av jordbruksmark.